# Rachel Roberts (Model)
Rachel Roberts (* 8. April 1978 in Vancouver, British Columbia) ist ein kanadisches Model und Schauspielerin.

## Leben
Rachel Roberts arbeitete zunächst als Model für Zeitschriften wie Vogue, Elle und Glamour, bevor sie 2002 an der Seite von Al Pacino in der Komödie S1m0ne ihr Filmdebüt gab. Für diese Rolle wurde sie 2003 als beste Nebendarstellerin für den Saturn Award nominiert. Daraufhin hatte sie Gastauftritte in mehreren Fernsehserien. Von 2009 bis 2010 hatte sie in der Fernsehserie FlashForward in fünf Folgen eine wiederkehrende Rolle als Alda Hertzog.
Roberts ist seit 2002 mit Andrew Niccol, dem Regisseur des Filmes S1m0ne verheiratet. Das Paar hat zwei Kinder (* 2003, * 2008).

## Filmografie
- 2002: S1m0ne
- 2004: Still Life (Fernsehserie, eine Folge)
- 2007: Alles Betty! (Ugly Betty, Fernsehserie, eine Folge)
- 2007: Entourage (Fernsehserie, eine Folge)
- 2008: Numbers – Die Logik des Verbrechens (NUMB3RS, Fernsehserie, eine Folge)
- 2009–2010: FlashForward (Fernsehserie, 5 Folgen)
- 2009: How to Seduce Difficult Women
- 2011: In Time – Deine Zeit läuft ab (In Time)
- 2012: CSI: Den Tätern auf der Spur (CSI: Crime Scene Investigation, Fernsehserie, eine Folge)
- 2013: The Host
- 2017: American Horror Story (Fernsehserie, eine Folge)
- 2018: Anon